# Украинское национальное объединение
Украинское национальное объединение (УНО) (укр. Українське національне об’єднання) — легальная политическая организация закарпатских украинцев, действовавшая на территории Карпатской Украины. Продолжила функции Центрального Русского Народного Совета (1919—1939).

## История партии
Организационные собрания начало проводить в конце 1938 года, создана 18 января 1939 года в Хусте на собрании представителей всех украинских политических групп (кроме коммунистов). Члены украинских партий, распущенных декретом чехословацкого правительства от 23 декабря 1938 года (Русская хлеборобская партия, Украинская народно-крестьянская партия, Аграрная партия, Социал-демократическая партия, националистические молодежные группы) объединились в УНО.
УНО возглавлял Фёдор Ревай. Печатным органом была ежедневная газета «Нова свобода» (главный редактор — Василий Гренджа-Донский. Почётным главой УНО был избран Августин Волошин. Краевой секретариат располагался в городе Хуст.
В феврале 1939 года УНО баллотировалось на выборах в Сейм Карпатской Украины в едином списке из 32 кандидатов (включая Августина Волошина), все они были избраны депутатами. Украинское национальное объединение на выборах получило 92,4 % голосов.
В марте 1939 года после оккупации Венгрией Закарпатской Украины, организация была распущена.

## Галерея

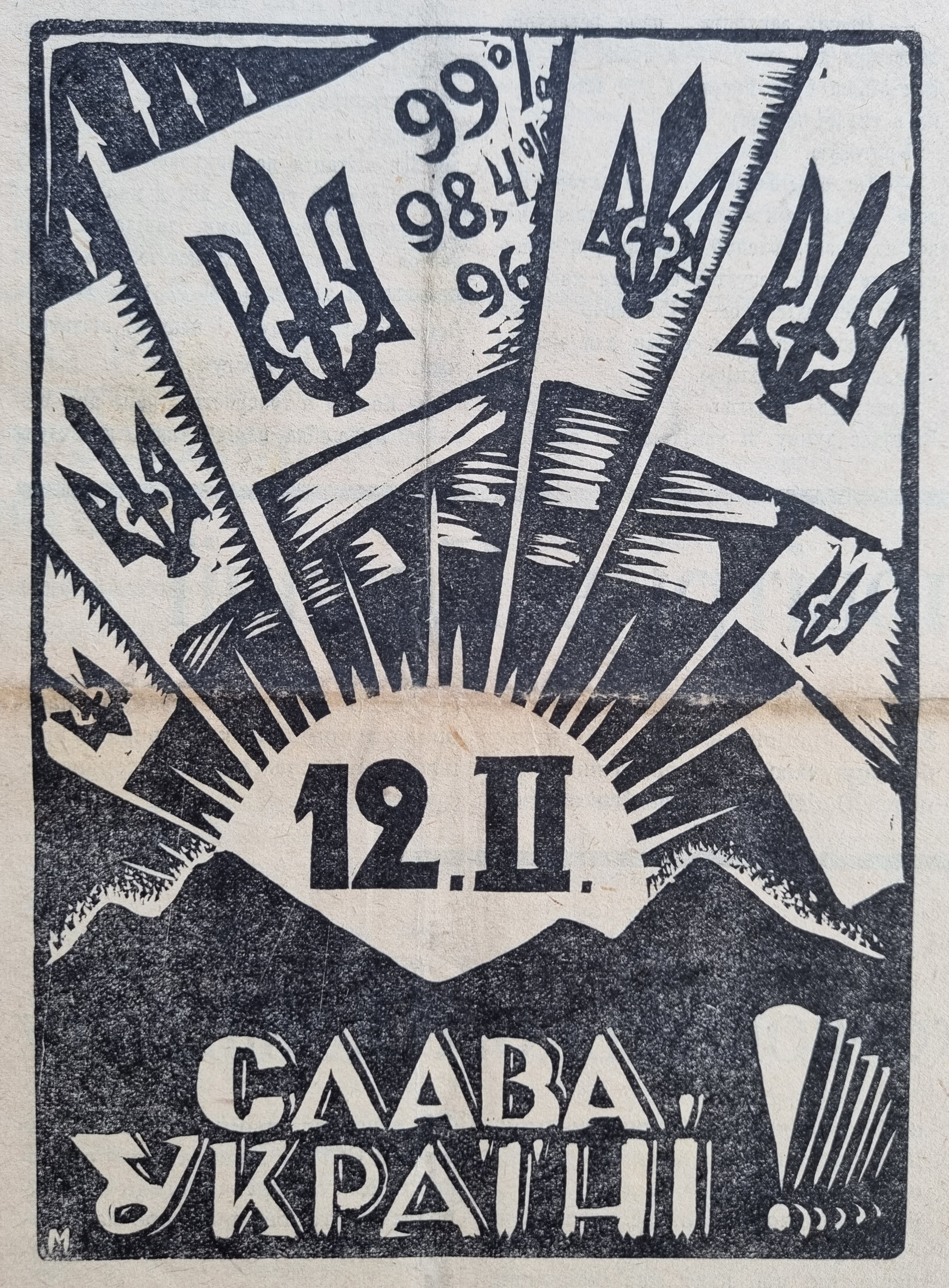
Рисунок в официальной газете Украинского национального объединения «НОВА СВОБОДА», посвящённый победе на выборах в Сейм Карпатской Украины, которые состоялись 12 февраля 1939 года.
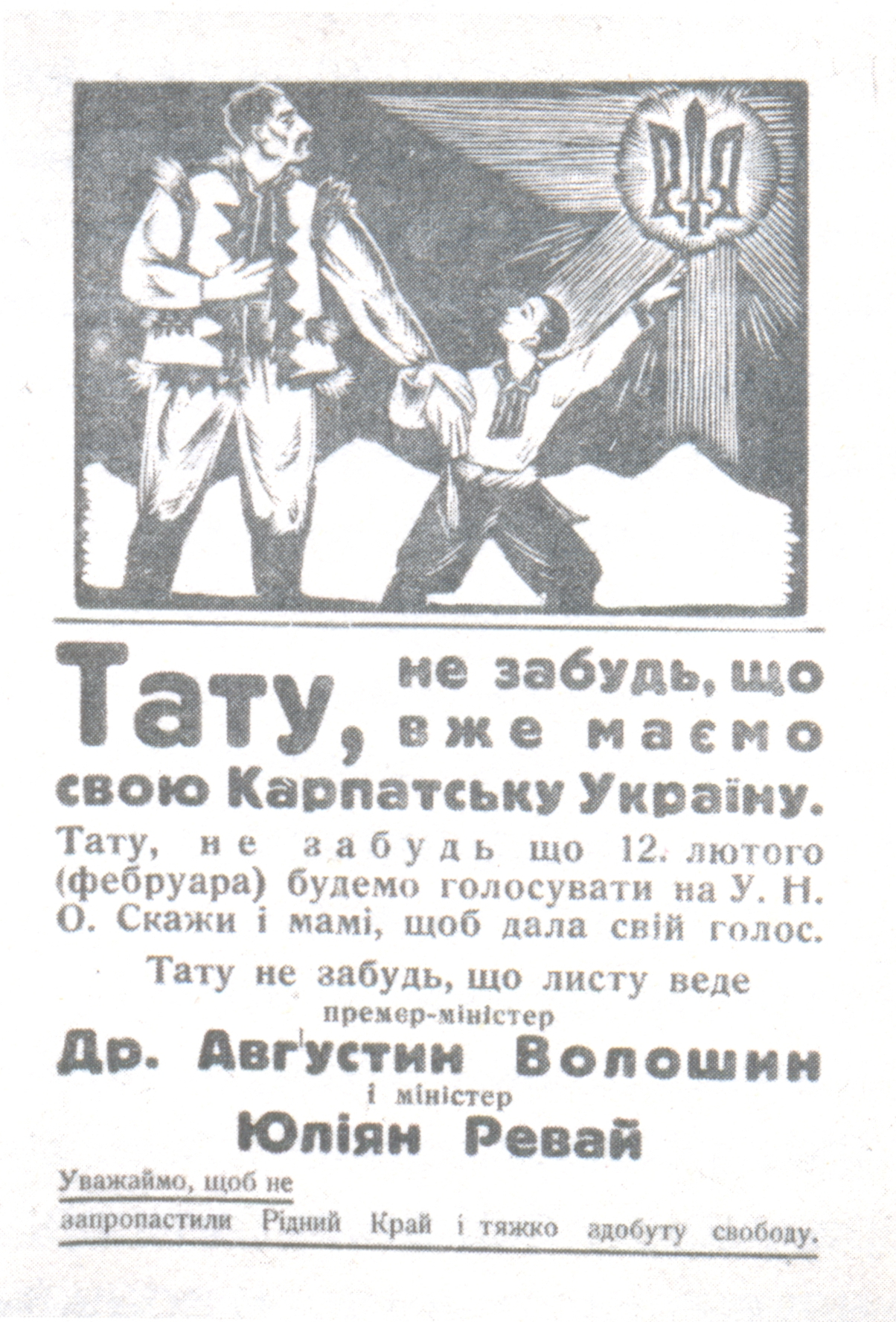
Агитационный материал Украинского национального объединения.
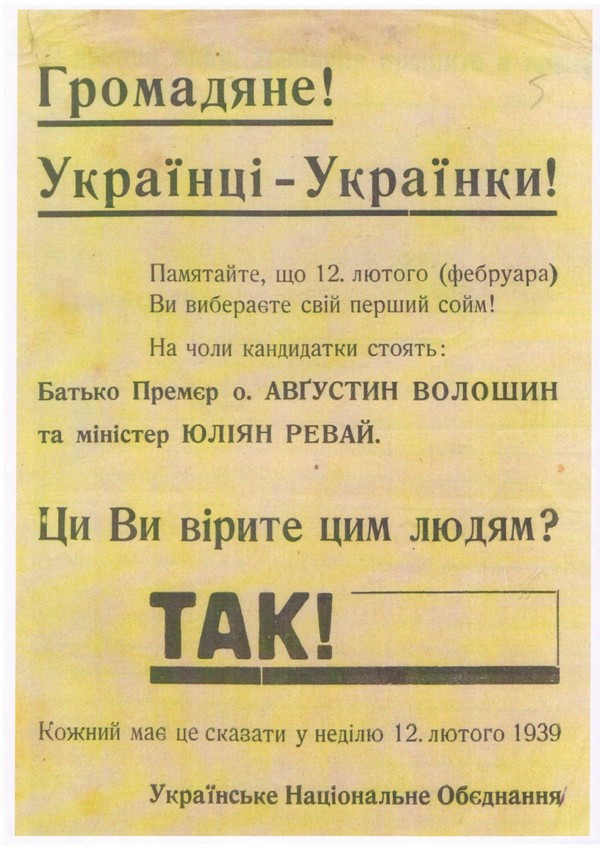
Агитационный материал Украинского национального объединения.
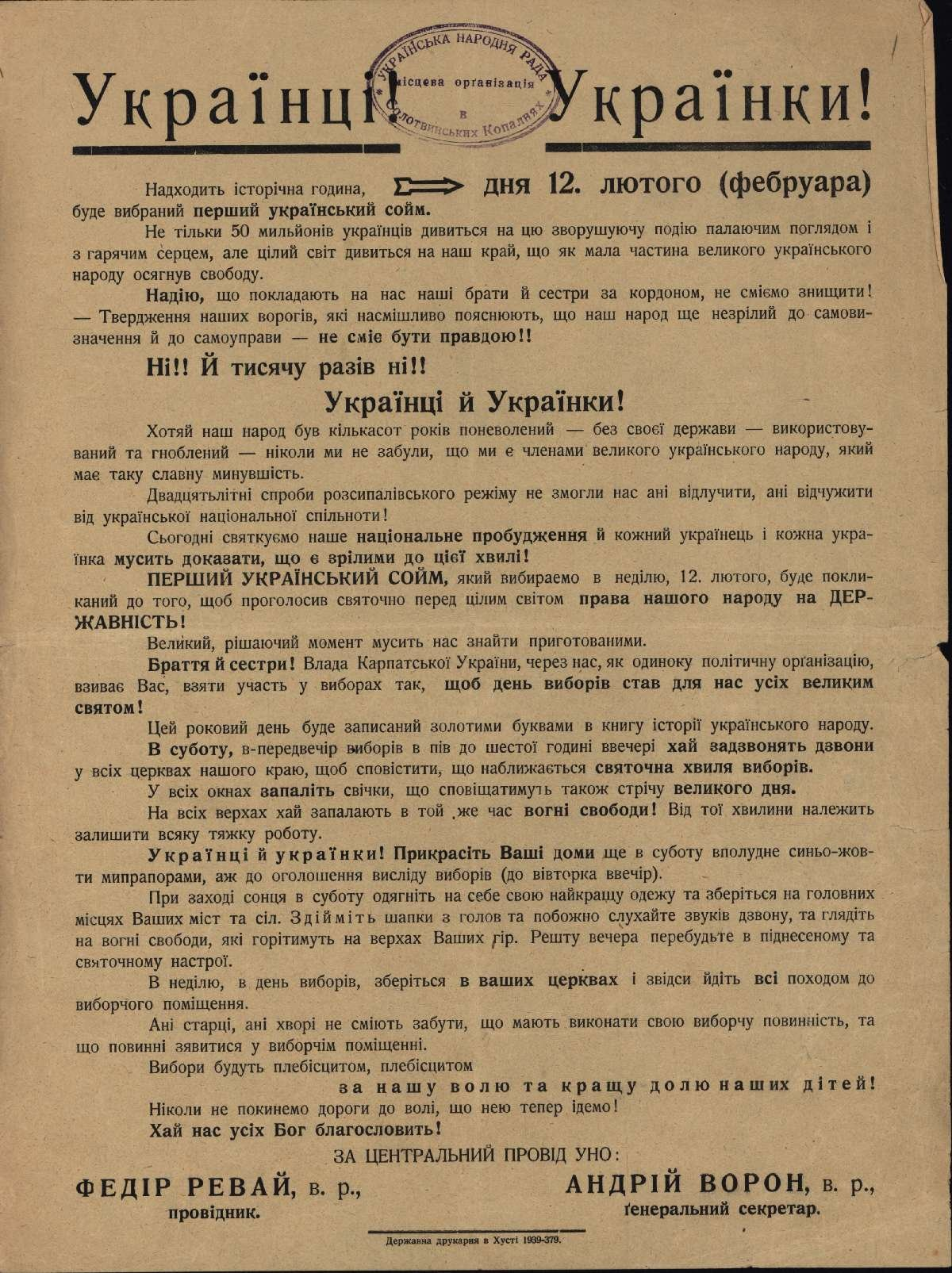
Агитационный материал Украинского национального объединения.
Агитбригада УНО, февраль 1939 года.